# Cabo Otway
El cabo Otway (del inglés: Cape Otway) es un cabo de Australia localizado en la costa sur del estado de Victoria, en la Great Ocean Road. Gran parte del área está encerrada en el Parque Nacional Otway. La Organización Hidrográfica Internacional, máxima autoridad internacional en materia de delimitación de mares, establece que este cabo es el límite entre la Gran Bahía Australiana, que consideran un mar parte del océano Índico, y el estrecho de Bass.

## Historia
La zona del cabo Otway estuvo originalmente habitada por los gadubanud; hay evidencias de sus campamentos en los conchales en toda la región. El cabo fue descubierto por los europeos cuando en diciembre de 1800 el teniente James Grant (1772-1833), al mando del Lady Nelson, hizo el primer paso en dirección oeste a través del estrecho de Bass. Grant lo llamó cabo Albany Otway, en reconocimiento del capitán William Albany Otway. El nombre fue acortado más adelante a cabo Otway. El gobierno reservó la punta del cabo como lugar para emplazar un faro. El acceso al sitio fue difícil, logrando finalmente llegar por tierra y comenzando la construcción de la Cape Otway Lightstation en 1846, con piedra extraída en el río Parker.
La luz se encendió por primera vez en 1848 usando una lente de Fresnel y fue el segundo faro completado en la Australia continental y sigue siendo el faro más antiguo que sobrevive en la parte continental de Australia. Fue desarmado en enero de 1994, después de haber sido la luz de funcionamiento continuo más larga operando en el continente australiano. Hay alojamiento en varias casas de campo en la bahía Apollo. Una estación de telégrafo fue añadida cuando Tasmania quedó conectada con el continente por una línea telegráfica submarina desde el cabo Otway a Launceston en 1859. Partes del cabo fueron también abiertas a los colonos libres.
Ocho barcos naufragaron en la costa del cabo Otway: el Marie (1851), Sacramento (1853), Schomberg (1856), Loch Ard (1878), Joseph H. Scammell (mayo 1891), Fiji (septiembre 1891) y el Casino en 1932. El primer barco estadounidense hundido durante la Segunda Guerra Mundial, el SS City of Rayville, también fue hundido en el cabo por una mina alemana. Después de esto, los estadounidenses construyeron un búnker de radar en el cabo en 1942, que ahora está abierto al público.
El faro fue dado de baja en enero de 1994 después de haber sido la luz en funcionamiento continuo más larga en el continente australiano. Ha sido reemplazado por una luz de baja potencia alimentada por energía solar localizada frente a la torre original cuyo plano focal está a 73 m sobre el nivel del mar. Su luz característica es de tres destellos blancos cada 18 segundos.

## Pesca comercial
Los mares hostiles que rodean al cabo Otway, en una zona donde el océano Austral se encuentra con las aguas del estrecho de Bass, son el hogar de algunas de las especies marinas más apreciadas del mundo, como el pez Cray y abulón. Es común que en días de calma haya hasta un máximo de 20 barcos de buceo pescando el abulón operando a lo largo de la costa bajo el faro. Los pescadores comerciales de cray utilizan nasas o trampas en todo el sistema de arrecifes, con flotadores blancos en la superficie que marcan su ubicación.